# Maria Fritsch

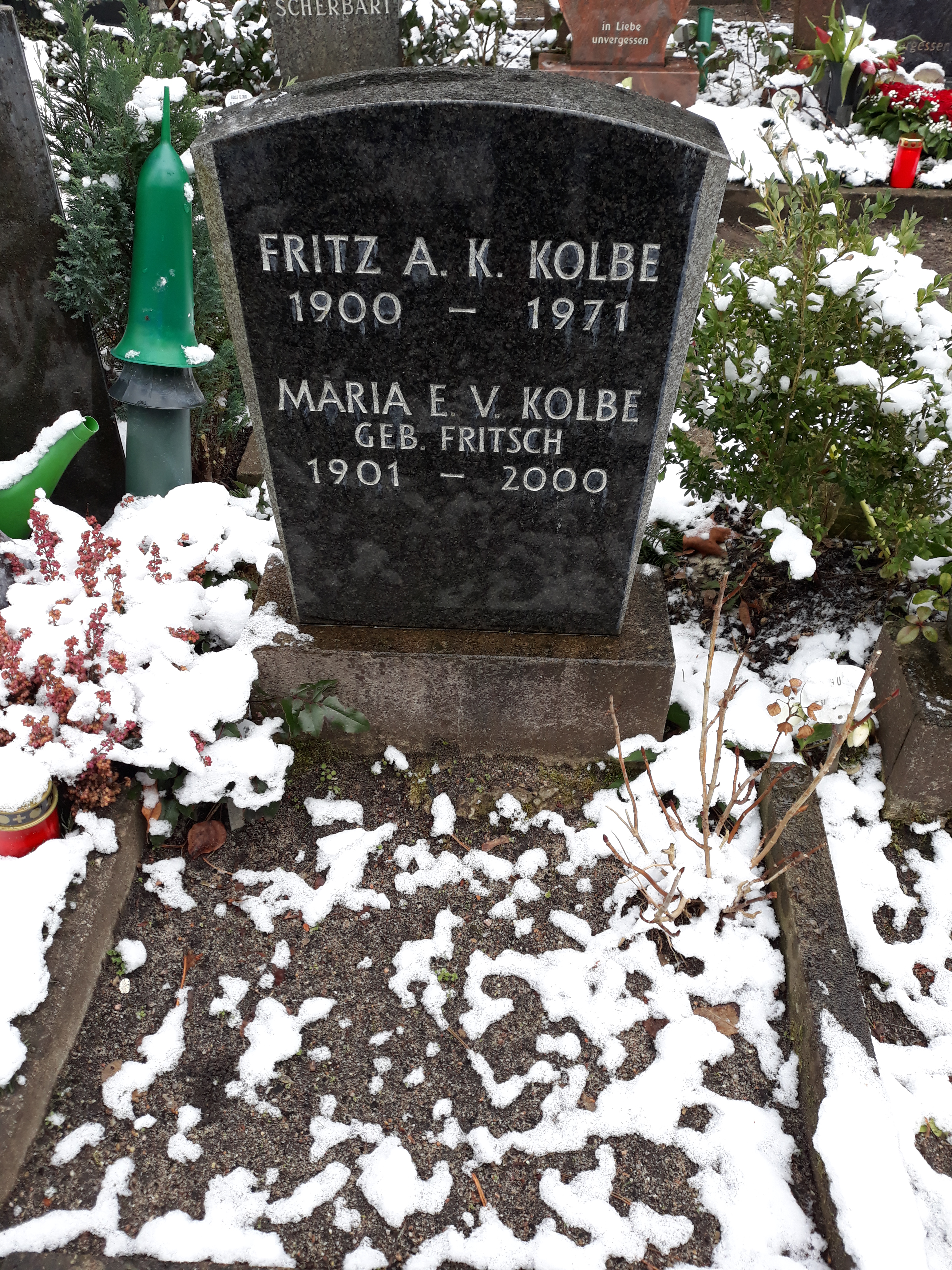
Das Grab von Maria Fritsch und ihrem Ehemann Fritz Kolbe auf dem Evangelischen Luisenkirchhof III in Berlin.

Emma Maria Viktoria Fritsch (* 1901 in Bütow; † 2000) war eine deutsche Sekretärin. Ihren späteren Ehemann Fritz Kolbe unterstützte sie im Widerstand gegen den Nationalsozialismus. Sie war die Privatsekretärin des Chirurgen Ferdinand Sauerbruch.

## Leben
Maria Fritsch wurde im Jahr 1901 im pommerschen Bütow geboren und wuchs in einer kaschubischen Familie auf. Während des Zweiten Weltkrieges arbeitete Fritsch als Privatsekretärin des Chirurgen Ferdinand Sauerbruch. Im Frühjahr 1940 schickte sie ihr Chef in die Pass- und Visastelle des Auswärtigen Amtes, in der Fritz Kolbe tätig war, um für Sauerbruch ein Visum für die Schweiz zu organisieren. Fritsch und Kolbe kamen ins Gespräch und verliebten sich. Fritsch, die die Nationalsozialisten zu dieser Zeit ebenso wie Kolbe verachtete, stellte ihrem neuen Freund Sauerbruch vor. Die Männer unterhielten sich bei Kolbes regelmäßigen Besuchen in der Charité und freundeten sich an. Sauerbruch lud Kolbe gelegentlich in seine Villa ein, in der auch die oppositionelle Mittwochsgesellschaft Treffen abhielt. Hier baute Kolbe Kontakte zum Widerstand auf.
Fritschs Dienstzimmer im dritten Stock der Chirurgischen Klinik lag direkt unterhalb des aus dem Elsass zwangsverpflichteten Chirurgen Adolphe Jung, der für die französische Résistance spionierte. Mit Margot Sauerbruch, Adolphe Jung und Fritz Kolbe baute Maria Fritsch einen kleinen Spionageapparat in der Charité auf, der bis zum Kriegsende am 8./9. Mai 1945 unentdeckt blieb. Fritsch half ihrem Freund, der Geheime Reichssachen aus dem Auswärtigen Amt entwendete, diese in ihrem Zimmer zu sammeln, zu kopieren, auszuwerten und zu verstecken. Von hier aus schmuggelte Kolbe sie an den amerikanischen Geheimdienst OSS in die Schweiz. Fritsch heiratete Kolbe am 11. Dezember 1948 und nahm seinen Namen an. Sie überlebte ihren Mann um 29 Jahre, starb im Jahr 2000 im hohen Alter und ruht seither gemeinsam mit Kolbe in einem Grab auf dem Berliner Luisenfriedhof III.

## Rezeption

### Bücher
2003 erschien eine von dem Journalisten Lucas Delattre verfasste Biographie Kolbes in Frankreich, 2004 wurde die deutsche Übersetzung publiziert. Der Autor beschrieb darin Maria Fritsch erstmals für die Öffentlichkeit.
Im Jahr 2019 erschien der Roman Die Spionin der Charité von Christian Hardinghaus. Die Handlung um die fiktive Protagonistin Lily Kolbe ist an das Wirken Maria Fritschs angelehnt und inspiriert durch Fritschs 1972 verfasstes Memorandum.

### Film
- In der zweiten Staffel der Fernsehserie Charité (Deutschland 2019) wird Maria Fritsch gespielt von Sarah Bauerett.